# Jubera (Sòria)
Jubera és una localitat de la província de Sòria, partit judicial de Almazán, Comunitat autònoma de Castella i Lleó, Espanya. Poble de la Comarca d'Arcos de Jalón que pertany al municipi d'Arcos de Jalón.

## Demografia
L'any 1981 tenia 47 habitants, concentrats en el nucli principal, passant a 12 en 2010, 3 homes i 9 dones.

## Història
El poble i castell, avui arruïnat, els va comprar l'arquebisbe de Sigüenza a un particular en 1317 amb la finalitat que els fidels tinguessin asil en cas de guerra. Una reclamació de 1392 davant el Rei ens esclareix que els moros llauradors de Jubera protesten per ser discriminats i obligats a pagar més impostos que els pocs cristians del mateix lloc. I encara en 1457, gairebé segle i mig després de la compra, el Senyor Bisbe de Sigüenza i Senyor Conde de Medinaceli pledejaven sobre els seus límits. Els diccionaris geogràfics de principis del segle xix descriuen l'antic llogaret com un simple castillejo o talaia abrigo de lladres localitzat en una muntanya. El nom amb el qual era coneguda era Castillejo de Jubera i no tenia sinó categoria de granja.
A la fi del segle xviii es crema el llogaret, destrucció que aprofita llavors el Bisbe Juan Díaz Guerra per reconstruir-la. En 1782, amb el nom de Lloc Nou, es va construir el nou caseriu amb fonda, posada, portazgo i església. El bisbat va aconseguir llavors el privilegi de villazgo i va nomenar alcalde i oficis de justícia. Per fi, en 1835 els habitants van comprar les propietats del bisbe.
A la caiguda de l'Antic Règim la localitat de constitueix en municipi constitucional a la regió de Castella la Vella que en el cens de 1842 comptava amb 24 llars i 92 veïns.
A mitjan segle xix aquest municipi desapareix perquè s'integra en el municipi Velilla de Medinaceli.
A principis del segle XX se segrega de Velilla de Medinaceli constituint-se de nou en municipi, explicava llavors amb 61 llars i 263 habitants.
A la fi del segle XX aquest municipi desapareix perquè s'integra en el municipi d'Arcos de Jalón, explicava llavors amb 55 llars i 182 habitants.

## Patrimoni
- Caseriu de Jubera, el conjunt arquitectònic de Jubera és digne de visitar-se per la seva singularitat i la noblesa dels seus edificis. Està format per blocs de cases de carreus de pedra bona, enormes bigues de fusta i balconades de ferro. Els amplis edificis distribueixen l'espai conformant carrers regulars i una plaça quadrada tancada per una bella casona, que en el seu moment va exercir de Fonda.
- Església de La nostra Senyora dels Màrtirs.
- Castillo de Jubera. El castell de Jubera s'alça sobre un turó situat als afores de la localitat, a uns 500 metres en adreça aquest, en el terme municipal d'Arcos de Jalón. Jubera i el seu castell van ser comprats per l'arquebisbe de Sigüenza en 1317 a un particular per oferir asil als cristians en cas de conflicte. Figura al catàleg de Béns Protegits de la Junta de Castella i Lleó en la categoria de Castillo amb data de declaració 22 d'abril de 1949.